# Blanquismo

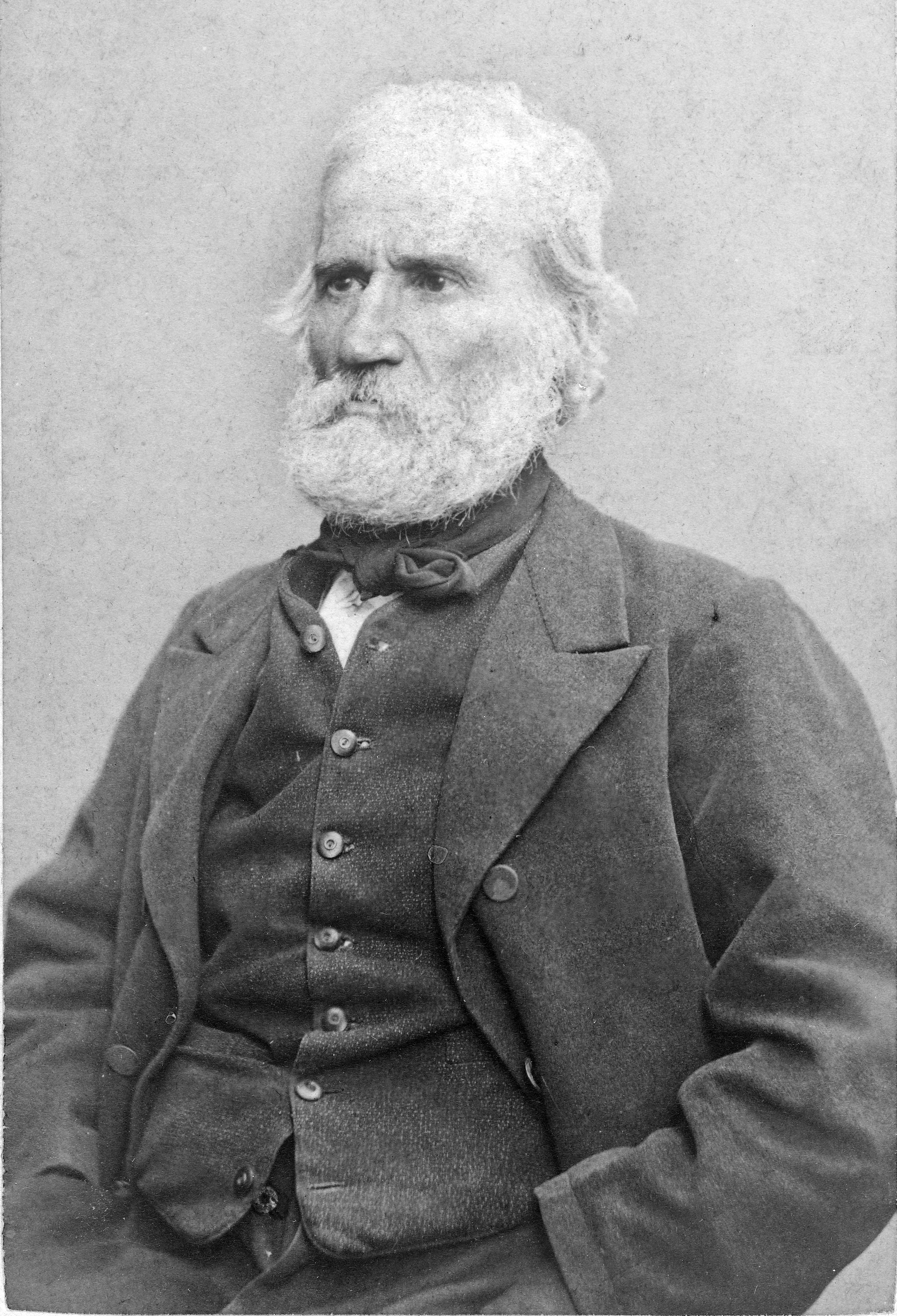
Louis Auguste Blanqui, ur-Blanquist

O blanquismo foi um movimento doutrinário e ativista a favor, primeiro, da República e, uma vez conquistada esta, do comunismo na França; que esteve vigente durante o século XIX, penetrou de maneira dominante entre os intelectuais e estudantes e se caracterizou ademais por sua férrea disciplina combativa e revolucionária. Deve seu nome ao escritor, político e líder desta facção, o francês Louis Auguste Blanqui.
No discurso de esquerda, blanquismo refere-se a uma concepção que detém que a revolução socialista deveria ser realizada por um grupo relativamente pequeno de conspiradores altamente organizados e dentro do secretismo. Após ter tomado o poder, os revolucionários iriam então usar o poder do Estado para introduzir o socialismo ou o comunismo. É considerada uma espécie particular de "putschismo", em que a revolução deveria assumir a forma de um putsch ou golpe de estado.

## Uso pejorativo
É raro que qualquer pessoa adopte "Blanquismo" como uma adequada descrição de suas próprias crenças. O termo tem sido utilizado com mais freqüência, para acusar alguém de não ser suficientemente revolucionário para fundir a sua práxis, com a das massas populares. Karl Marx e Friedrich Engels diferenciavam sua concepção de revolução do Blanquismo. Engels colocou-a em um pequeno fragmento, O Programa dos Blanquistas Fugitivos da Comuna de Paris:
| “ | Blanqui é essencialmente um político revolucionário. Ele é um socialista só através de sentimentos, através de sua simpatia para com o sofrimento do povo, mas ele não tem nem uma teoria socialista, nem quaisquer sugestões práticas definitivas para soluções sociais. Na sua actividade política, era essencialmente um "homem de acção", acreditando que uma pequena minoria bem organizada iria tentar um golpe de força política, no momento oportuno, e poderia levar a massa do povo com eles, através de alguns êxitos e assim dar início a uma revolução vitoriosa. | ” |
|   | — Friedrich Engels . |   |

## Lenin
Rosa Luxemburgo e Eduard Bernstein criticaram Lenin por a sua concepção de revolução ser elitista e essencialmente blanquista. Rosa Luxemburgo, por exemplo, como parte de uma seção mais longa acerca do Blanquismo, na sua "Leninismo ou marxismo?", escreve:
Para Lenin, a diferença entre Social-Democracia e Blanquismo é reduzida à observação de que, em vez de um punhado de conspiradores, se tem um proletariado consciente. Esquece ele que esta diferença implica uma revisão completa das nossas ideias sobre a organização e, portanto, uma concepção totalmente diferente do centralismo e das relações existentes entre o partido e a própria luta. O Blanquismo não contava com a acção direta da classe trabalhadora. Portanto, não precisava de organizar o povo para a revolução. Esperava-se que as pessoas desempenhassem um papel apenas no momento da revolução. A preparação para a revolução só diria respeito ao pequeno grupo de revolucionários armados para o golpe. De facto, para garantir o sucesso da conspiração revolucionária, considerava-se mais avisado manter as massas a uma certa distância dos conspiradores.
É interessante notar que por "social-democracia" Luxemburgo tem em mente o uso original do termo derivado de Marx e sinónimo de "socialismo". Não obstante a influência do revisionismo, ela concebeu o partido social-democrata como uma organização baseada na luta de massas da classe operária. Lenin, no entanto, descartou como retórica sem sentido a identificação do Blanquismo com o Bolchevismo.
A burguesia quer, usando o chavão do "Blanquismo" menosprezar, desacreditar e difamar a luta do povo pelo poder. A burguesia tem a ganhar se os proletários e camponeses lutassem apenas por concessões do antigo regime. Os Sociais-democratas de direita usam o termo "Blanquismo" apenas como um dispositivo retórico nas polémicas deles. A burguesia converte esta palavra numa arma contra o proletariado: "Trabalhadores, sejam razoáveis! Lutem pela extensão dos poderes do Cadet Duma! Tirem as castanhas do lume para a burguesia, mas não se atrevam a pensar em tal loucura, anarquismo, Blanquismo, como a luta pelo poder completo para o povo!
O próprio Lenin negou quaisquer acusações de "Blanquismo" e acusou Bernstein de "oportunismo".